# Соан-папді
Соан папді (гінді सोहन पापड़ी), також відомий під назвами патіса, сампапрі, сохан папді, шон папрі — індійський десерт, також поширений в інших країнах Південної Азії (Бангладеші, Непалі, Пакистані).
Соан папді — солодощі, які нагадують щось середнє між нежирною халвою і солодкою ватою, що тане в роті. Це м'які та легкі, але водночас хрусткі волокна з борошна та цукру з додаванням подрібнених горіхів і спецій. Інгредієнти соан папді суттєво відрізняються в різних місцевостях. Зазвичай це нерафінований цукор, масло гхі, борошно з бобових культур (нуту, сої) та/або пшеничне грубого помелу, кардамон, горіхи (мигдаль, фісташки), кунжут або родзинки, молоко, оцет або лимонна кислота тощо. Зазвичай сучасний соан папді має кубічну форму, але також може бути круглим або у вигляді пластівців.
У Південній Азії соан папді часто продають на вулицях у конусах з паперу.
Вважають, що соан папді з'явився в Індії, але точне місце появи цієї страви невідоме. Можливою батьківщиною десерту називають Гуджарат, Пенджаб, Уттар-Прадеш, Західну Бенгалію чи Раджастхан.